# Jean Toussaint Arrighi de Casanova, duc de Padoue

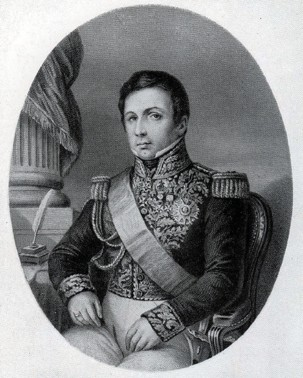
Jean Toussaint Arrighi de Casanova

Jean-Toussaint Arrighi de Casanova, duc de Padoue (* 8. März 1778 in Corte auf Korsika; † 22. März 1853 in Paris), war ein französischer General und Politiker.

## Leben
Arrighi, ein Verwandter Napoleon Bonapartes, wurde auf der Militärschule in Rebais bei Meaux erzogen, trat 1796 in die Armee, begleitete 1797 Joseph Bonaparte als Gesandtschaftssekretär nach Rom, kämpfte dann als Capitaine in Ägypten und wurde bei St. Jean d’Acre schwer verwundet. In der Schlacht bei Marengo avancierte er zum Chef d’escadron, in der Schlacht bei Austerlitz zum Colonel der Dragons de la Garde impériale, und in der Schlacht bei Friedland beförderte ihn der Kaiser zum Général de brigade.

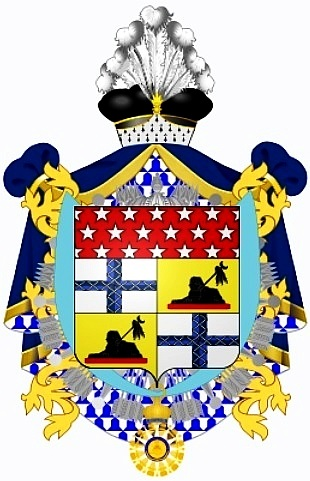
Wappen Arrighi de Casanovas als duc de Padoue mit dem Großkreuz des Ordens der Wiedervereinigung

Im Jahr 1808 erhielt er im napoleonischen Adel (noblesse impériale) den erblichen Titel eines Herzogs von Padua (duc de Padoue) und reiche Domänen in Deutschland. Im Jahr 1809 kämpfte er als Général de division bei Esslingen am Neckar sowie der Schlacht bei Wagram und organisierte 1812 die zur Beschützung der französischen Küsten vor Angriffen der Engländer aus Nationalgarden gebildeten Kohorten. Im Frühjahr 1813 wurde er Kommandeur des 3. Kavalleriekorps der Armee, im Mai Gouverneur von Leipzig, ließ trotz des Waffenstillstandes das Lützowsche Freikorps durch Fournier bei Kitzen überfallen, nahm im August an dem unglücklichen Zug Nicolas-Charles Oudinots gegen Berlin teil und verteidigte dann in der Völkerschlacht bei Leipzig die Vorstädte.
Im Jahr 1814 zeichnete er sich noch bei Nogent, der Schlacht bei Laon und bei der Verteidigung von Paris aus. Während der Herrschaft der Hundert Tage 1815 wurde er vom Kaiser nach Korsika gesandt, nach dessen Sturz unter dem Verdacht, die Unabhängigkeit der Insel angestrebt zu haben, geächtet, aber 1820 amnestiert.
Er lebte seitdem in völliger Zurückgezogenheit auf seinem Landsitz Courson. Im Jahr 1849 wurde er von Korsika in die Gesetzgebende Versammlung gewählt und gehörte hier zu den Häuptern der bonapartistischen Partei. Im November des Jahres wurde er von Louis-Napoléon zum Generaldirektor der Post, nach dem Staatsstreich vom 2. Dezember 1851 zum Mitglied der Konsultativkommission, im Januar 1852 zum Senator, im Dezember des Jahres zum Gouverneur des Invalidenheims ernannt. Seine Grabstätte befindet sich im Caveau des Gouverneurs der Cathédrale Saint-Louis-des-Invalides.
Sein Sohn Louis Arrighi de Casanova, Herzog von Padua, war unter Napoléon III. Innenminister.

## Ehrungen
Arrighi de Casanova erhielt das Großkreuz des Ordens der Wiedervereinigung. Sein Name ist am Triumphbogen in Paris in der 21. Spalte (ARRIGHI) eingetragen.